# Buddha's Family
Buddha's Family también conocida como "Buddha's Productions" fue una compañía discográfica del productor musical Buddha y la CEO Irene Castillo. Además de ser una compañía que se dedicaba a la música urbana del Rap y Reguetón, los artistas que pertenecían a este sello se consideraban una familia.
Esta compañía se convirtió rápidamente en una de las más poderosas, principalmente en el género de las Tira'eras o guerras liricales, fue una de las que dominaron ampliamente en este ámbito. Tuvieron fuertes guerras musicales con artistas de otras compañías, entre ellos Pina Records. Según investigaciones federales, desde 1997 a 2002 estuvieron liderando una banda de Narcotráfico, que terminó con la detención del productor Buddha y el rapero Tempo en 2004.

## Integrantes
| - Tempo - Getto & Gastam - Ivy Queen - Eddie Dee - Don Omar - Cosculluela - Yaviah - Trébol Clan - Maestro - Sir Speedy - Felo Man | - Buddha - DJ Black - DJ Adam - DJ Frank - DJ Joe |

## Discografía
- 1999: Game Over - Tempo
- 2000: New Game - Tempo
- 2001: Buddha's Family - Varios artistas
- 2002: Vida Eterna - Getto & Gastam
- 2005: Buddha's Family 2: Desde La Prisión - Varios artistas